# Juan Bautista de la Concepción
Juan García Xixón o Gijón, según otros Juan Bautista Rico, conocido como san Juan Bautista de la Concepción (Almodóvar del Campo, Ciudad Real, 10 de julio de 1561-Córdoba, 14 de febrero de 1613) fue un religioso y escritor ascético y místico español, reformador de la Orden Trinitaria y fundador de la Orden de los Trinitarios Descalzos.

## Biografía
Quinto hijo de los ocho que tuvieron Marcos García Xixón e Isabel López Rico, labradores acomodados, sintió una temprana vocación religiosa que reflejó en «jugar a santo» por medio de un acusado ascetismo que puso en peligro su salud infantil. Recuperado a duras penas de su anorexia, mal que le perseguirá durante casi toda su vida, su vocación se fortaleció al pasar por la localidad Santa Teresa de Jesús en 1574 o 1576, quien profetizó a sus padres el futuro del niño. Estudió gramática con los Carmelitas Descalzos de Almodóvar y luego teología en Baeza y Toledo, donde tomó el hábito de los Trinitarios Calzados el 28 de junio de 1580 e hizo el noviciado. Profesó el 29 de junio de 1581. Allí estudió también filosofía con San Simón de Rojas. Luego cursó cuatro cursos de teología en Alcalá de Henares y marchó a Sevilla, pero entonces tuvo una revelación al salir de Écija, cuando le acometió una

Nube sobre mí que sin saber donde se juntó y formó, con tales truenos, relámpagos, piedras y aire, que cada relámpago que sobre mí caía era un rayo que me decía: enmiéndate, que si no acabarás. Pasó la tempestad y yo quedé Recoleto con voto y con obligación, con deseo y con voluntad.

Y concibe el deseo de reformar la Orden trinitaria para hacerla más rigurosa; marcha primero a Valdepeñas y luego a Roma, donde llega el 21 de marzo de 1598. Tiene que sufrir la oposición de los trinitarios calzados y tras varias dilaciones, detenciones y maniobras, logró el breve de erección de la reforma el 20 de agosto de 1599.

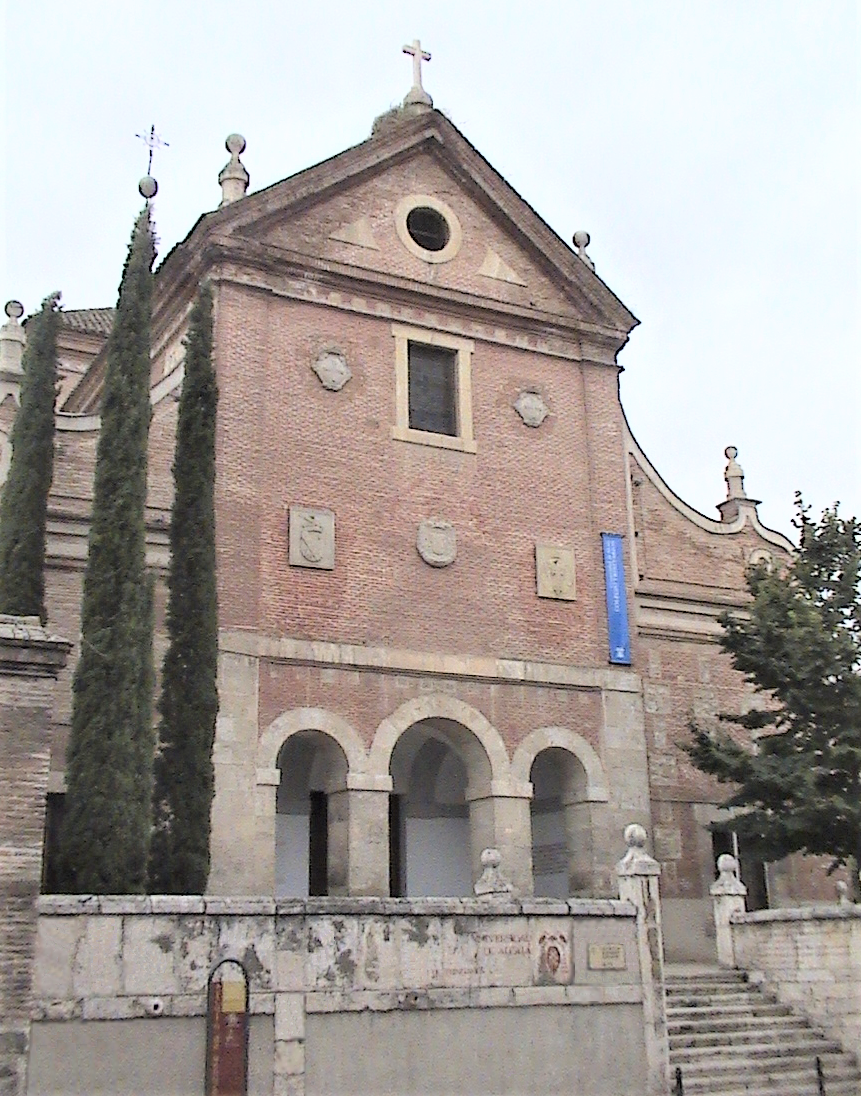
Colegio-convento de los Trinitarios Descalzos de Alcalá de Henares (1601).

De vuelta a España tomó posesión del convento de Valdepeñas en 1600; desde 1601 a 1605 fundó ocho conventos: Alcalá, Madrid y Salamanca. Elegido provincial, continúa fundando hasta siete casas, algunas importantes, cuales son Salamanca, Baeza, Córdoba, Sevilla y Pamplona. Escribe para sus monjes numerosas obras ascéticas y un caudaloso Epistolario, en total ocho nutridos tomos de variado contenido, siempre en prosa y de tema moral, teológico o ascético. También una relación autobiográfica y algunas obras místicas. Cesa de provincial en 1609, pero funda aún el monasterio de Toledo (1611) y trabaja en la fundación del de Sanlúcar de Barrameda, a pesar de un molesto mal de vejiga del que es operado y mal curado; se le ordena que cese de esas gestiones y se retira a Córdoba, donde se agravan sus achaques; allí fallece el 14 de febrero de 1613.

## Veneración
Fue beatificado el 21 de septiembre de 1819 por Pío VII y canonizado el 25 de mayo de 1975 por Pablo VI. Sus restos se veneran, desde que murió, en el convento de los trinitarios de Córdoba. La diócesis de Ciudad Real (su tierra natal) y la diócesis de Córdoba (dónde murió) celebran la Memoria del santo el día 15 de febrero, al día siguiente de su muerte, ya que el día 14 el Calendario Litúrgico marca la Fiesta de los Patronos de Europa. La Orden Trinitaria mantiene la celebración de la Fiesta del santo el día 14, fecha de su muerte.

## Obras

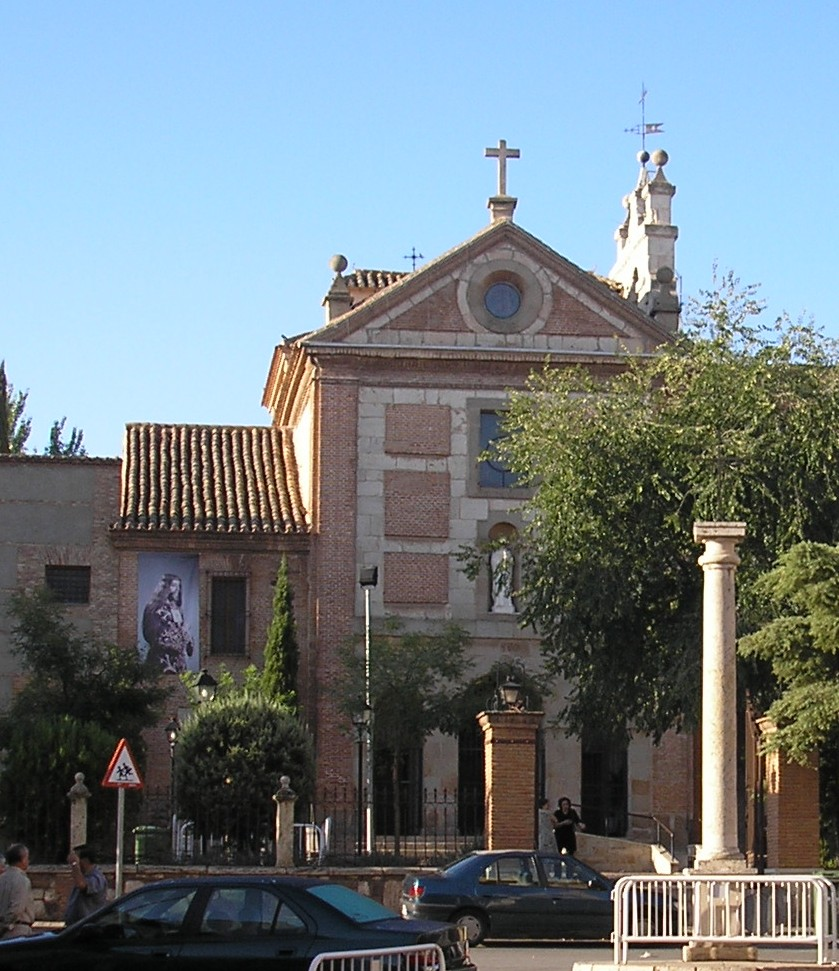
Convento de los Trinitarios, s. XVI, Valdepeñas.

Sus obras se conservan manuscritas en ocho volúmenes autógrafos y otro apógrafo en el archivo del convento romano de la San Carlo alle quattro fontane (san Carlino) y permanecieron inéditas durante más de dos siglos hasta que, tras ser beatificado, en 1830 y 1831 se hizo una pésima edición en Roma de los autógrafos. Con la canonización se incitó una reedición más cuidada de sus Obras completas, que se encomendó a los padres Juan Pujana y Arsenio Llamazares, los cuales la realizaron con ejemplar rigor en cuatro amplios volúmenes (1998–2002). San Juan Bautista de la Concepción es, sin duda, el escritor ascético y místico español de obra más extensa.
Obras completas. Edición crítica, transcripción, introducciones y notas de Juan Pujana, O. SS. T. y Arsenio Llamazares, O. SS. T. Madrid, BAC, 4 vols., 1998–2002 (ISBN 84-7914-294-4; BAC Maior, Serie «Biblioteca Clásica»).
- Tomo I. Escritos espirituales: La llaga de Amor — El conocimiento interior sobrenatural — Diálogo entre Dios y un alma afligida — El recogimiento interior — Algunas penas del justo en el camino de la perfección — Tratado de la humildad — Noche del espíritu en el estado extático — La oración de petición — Errores en el gobierno y en la dirección de almas.
- Tomo II. La reforma trinitaria: Necesidad de reforma en todas las religiones — Memoria de los orígenes de la descalcez trinitaria — Las mortificaciones públicas — La continua presencia de Dios — Asistencia de Dios a la descalcez trinitaria — Cinco cuestiones sobre la reforma — Respuesta a seis dificultades sobre la reforma — Dos fragmentos.
- Tomo III. Espíritu de la reforma trinitaria: La regla de la orden de la Santísima Trinidad — Un breve tratado para los hermanos donados — Para los prelados — De los hermanos estudiantes — Sobre los predicadores — De los oficios más comunes de la religión de descalzos de la SS. Trinidad — Apuntes sueltos en torno a la reforma — Gobierno de la religión según prudencia humana — Estima de la vida — La vida del justo como martirio — Martirio que algunos prelados ocasionan a sus súbditos — La corrección de ciertas faltas.
- Tomo IV. Exhortaciones y pláticas: Exhortaciones a la perseverancia — Defensa de tres géneros de gente — Pláticas a los religiosos — Presentación del primer manual (1606) — Cartas.